# 博雅杯
博雅杯，即复旦大学博雅杯人文知识大奖赛，是复旦大学为了弘扬人文精神，选拔在文史哲方面有发展潜力的学生而举办的赛事。

该赛事在每年秋季举行，至今（2012年）已举办八届。获奖选手将可获得在高考中达到当地一本线即可被复旦大学录取的政策，从而为许多在文史哲方面有特殊才华的学生提供了进入中国顶尖名校的机会。

## 比赛形式
该比赛面向全国，参赛学生文理科不限，需投稿一篇2000~5000字的文章。文章需评论一本文史哲博方面的经典著作。
通过审核的学生将进入面试，最终将综合文章与面试评分确定获奖名单。

## 历史
早期博雅杯主办方提供推荐书目，后允许学生自由选择书目。

## 事件
2010年，博雅杯获奖者“国学天才”孙见坤因考分低于山西考区一本线而无法被复旦录取一事引发社会关注。复旦大学有专家向学校建议破格录取他，但被当地高招办拒绝投档。此事引起了中国社会关于“偏才”“怪才”与当今教育制度的大讨论。